# Gangaghat
Gangaghat ist eine Stadt im indischen Bundesstaat Uttar Pradesh.
Die Stadt ist Teil des Distrikt Unnao. Gangaghat hat den Status eines Nagar Palika Parishad. Gangaghat liegt ca. 82 km von Uttar Pradeshs Hauptstadt Lucknow entfernt. Die Stadt ist in 25 Wards (Wahlkreise) gegliedert.

## Demografie
Die Einwohnerzahl der Stadt liegt laut der Volkszählung von 2011 bei 84.072. Gangaghat hat ein Geschlechterverhältnis von 906 Frauen pro 1000 Männer und damit einen für Indien üblichen Männerüberschuss. Die Alphabetisierungsrate lag bei 78,9 % im Jahr 2011. Knapp 84 % der Bevölkerung sind Hindus, ca. 15 % sind Muslime und ca. 1 % gehören einer anderen oder keiner Religion an. 11,4 % der Bevölkerung sind Kinder unter 6 Jahren.